# 그랜비 작전
그랜비 작전은 1991년 걸프 전쟁 당시 영국의 군사 작전에 붙여진 이름이다. 작전 기간 동안 총 53,462명의 영국 군인이 걸프 전쟁에 파병되었다. 작전에 든 총 비용은 2,434억 파운드였다.